# As-salam al-malaki al-urdoni
As-salam al-malaki al-urdoni (àrab: السلام الملكي الأردني, as-salām al-malikī al-urdunī) és l'himne nacional de Jordània, adoptat el 1946. La lletra va ser escrita per Abdul Monem al-Rifai i la música composta per Abdul Qader al-Taneer.